# Grand Prix Union Dortmund
Le Grand Prix Union Dortmund est une course cycliste sur route masculine allemande, disputée à Dortmund entre 1962 et 1984.

## Palmarès
| Année | Vainqueur           | Deuxième            | Troisième          |
| ----- | ------------------- | ------------------- | ------------------ |
| 1962  | Piet Damen          | Jaap Kersten        | Coen Niesten       |
| 1963  | Willy Vannitsen     | Jacques Anquetil    | Horst Oldenburg    |
| 1964  | Rudi Altig          | Hans Junkermann     | Peter Post         |
| 1965  | Jan Hugens          | Jan Lauwers         | Wim de Jager       |
| 1966  | Wim de Jager        | Peter Glemser       | Guido De Rosso     |
| 1967  | Jean-Baptiste Claes | Winfried Boelke     | Peter Post         |
| 1968  | Eric De Vlaeminck   | Roger Lagrange      | Frans Verbeeck     |
| 1969  | Julien Stevens      | Winfried Boelke     | Walter Godefroot   |
| 1970  | Eddy Merckx         | Noël Van Clooster   | Maurice Dury       |
| 1971  | Herman Van Springel | Julien Stevens      | Eddy Merckx        |
| 1972  | Eddy Merckx         | Wilfried Peffgen    | Gerben Karstens    |
| 1973  | Antoine Houbrechts  | Willy Teirlinck     | Eddy Merckx        |
| 1974  | Hennie Kuiper       | Joseph Bruyère      | Joseph Huysmans    |
| 1975  | Rik Van Linden      | André Dierickx      | Dietrich Thurau    |
| 1976  | André Dierickx      | Dietrich Thurau     | Roland Schar       |
| 1977  | Dietrich Thurau     | Jozef Jacobs        | Frank Hoste        |
| 1978  | Gery Verlinden      | Daniel Willems      | Alfons De Bal      |
| 1979  | Patrick Sercu       | Sean Kelly          | Willem Peeters     |
| 1980  | Jostein Wilmann     | Bruno Wolfer        | Roberto Ceruti     |
| 1981  | Theo de Rooij       | Gregor Braun        | Jean-Marie Grezet  |
| 1982  | Ad Wijnands         | Adri van der Poel   | Eric McKenzie      |
| 1983  | Theo de Rooij       | Gerard Veldscholten | Adrie van der Poel |
| 1984  | Gerard Veldscholten | Theo de Rooij       | Louis Luyten       |